# Peadus
Peadus é um gênero de mariposa pertencente à família Crambidae.

## Espécies
- Peadus bolivianus (Neunzig, 1989)[2]
- Peadus burdettella (Schaus, 1913) (sin. Peadus semproniella (Schaus, 1913))
- Peadus dissitus Heinrich 1956
- Peadus subaquilella (Ragonot, 1888)